# 布耶洛雷
布耶洛雷（法語：Bouillé-Loretz，法語發音：[buje lɔʁɛ]）是法国德塞夫勒省的一个旧市镇，属于布雷叙尔区。2019年1月1日，布耶洛雷与市镇阿让通莱格利斯合并为新市镇洛雷达让通。

## 地名
该地名“Bouillé-Loretz”发音为[buje lɔʁɛ]，末尾字母“tz”不发音，《世界地名译名词典》将其误译作“布耶洛雷斯”。

## 地理
布耶洛雷（47°4'44"N, 0°16'21"W）面积26.78 平方千米，位于法国新阿基坦大区德塞夫勒省，该省份为法国西部内陆省份，北起曼恩-卢瓦尔省，西接旺代省，南至夏朗德省和滨海夏朗德省，东临维埃纳省。
与布耶洛雷接壤的市镇（或旧市镇、城区）包括：圣马凯尔迪布瓦、莱永河畔尼埃伊、勒皮诺特尔达姆、阿让通莱格利斯、布耶圣保罗、塞尔赛、圣马丹德桑宰。
布耶洛雷的时区为UTC+01:00、UTC+02:00（夏令时）。

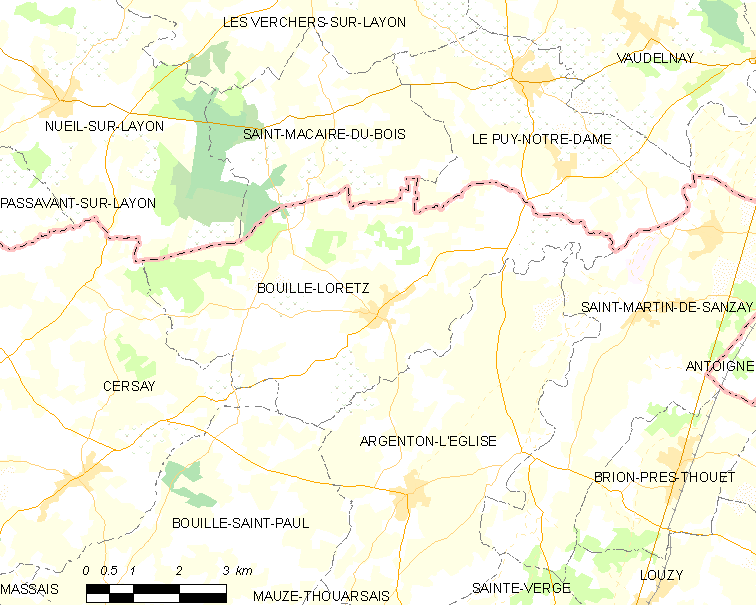
布耶洛雷的OSM定位图

## 行政
布耶洛雷的邮政编码为79290，INSEE市镇编码为79043。

## 政治
布耶洛雷所属的省级选区为图埃河谷县。

## 人口

1962-2008年间布耶洛雷人口变化图示

布耶洛雷于2018年1月1日时的人口数量为1022人。